# ألبرت فتحي
ألبرت فتحي (بالفرنسية: Albert Fathi)‏ هو رياضياتي فرنسي، ولد في 27 أكتوبر 1951 في مصر.